# روزشمار جنگ ایران و عراق (والفجر ۴)
روزشمار جنگ ایران و عراق (والفجر ۴) یا نخستین عملیات بزرگ در شمال غرب: والفجر ۴: انفجار مقر تفنگ‌داران آمریکایی در بیروت؛ سفر فرستاده  ریگان به بغداد ۲۳ مهر تا ۳۰ آذر ۱۳۶۲ کتابی به نویسندگی حسین اردستانی و علیرضا لطف‌الله‌زادگان و ایرج همتی است که در سال ۱۳۹۶ توسط سپاه پاسداران انقلاب اسلامی، مرکز اسناد و تحقیقات دفاع مقدس به زبان فارسی منشتر شد. این کتاب در زمینه علوم نظامی بوده و در زمستان ۱۳۹۷ در فهرست نامزدهای دریافت جایزه کتاب سال قرار گرفت.
کتاب روزشمار جنگ ایران و عراق (والفجر ۴) به عنوان یکی از برگزیدگان سی و ششمین دوره کتاب سال ایران انتخاب شد.

## حضور رییس جمهور
مراسم سی و ششمین دوره جایزه کتاب سال و بیست و ششمین دوره جایزه جهانی کتاب سال با حضور حسن روحانی، رئیس‌جمهوری ایران ۱۶ بهمن ۱۳۹۷ در تالار وحدت برگزار شد.

## دربارهٔ کتاب
این کتاب بیست و هشتمین کتاب از مجموعه «روزشمار جنگ ایران و عراق» است که در آن مهم‌ترین وقایع نظامی، سیاسی و اقتصادی مربوط به جنگ در یک دوره ۶۸ روزه در قالب ۹۷۹ گزارش از ۲۳ مهرماه تا آذرماه سال ۱۳۶۲ بررسی شده‌است.

## جوایز
- کتاب برگزیده سال ۱۳۹۸[۵]

## کتاب سال
کتاب سال عنوان یک جایزه نیمه‌دولتی ایرانی است که هر ساله در بهمن ماه توسط خانه کتاب ایران با تأیید نهایی وزیر فرهنگ و ارشاد اسلامی به نویسندگان برگزیده و شایسته تقدیر در بخش‌های کلیات، فلسفه و روانشناسی، دین، علوم اجتماعی، زبان، علوم کاربردی، هنر، ادبیات و تاریخ و جغرافیا اعطا می‌شود.
پیش تر این جایزه تحت عنوان جایزه سلطنتی کتاب سال از سوی بنیاد پهلوی به کتاب‌های برگزیدهٔ اهدا می‌شد و تا نوروز ۱۳۵۷ ادامه داشت.